# فرعة الذئبة (الوضيع)

تعديل مصدري - تعديل

فرعة الذئبه هي إحدى قرى عزلة  الوضيع بمديرية الوضيع التابعة لمحافظة أبين، بلغ تعداد سكانها 162 نسمة حسب تعداد اليمن لعام 2004.